# Dane Myers
Dane Michael Myers (Columbus, Texas, 8 de marzo de 1996), más conocido como Dane Myers, es un jugador profesional estadounidense de béisbol que se desempeña en la posición de jardinero derecho en Miami Marlins, equipo de las Grandes Ligas de Béisbol (MLB).

## Carrera
En 2023, Myers hizo su debut en la MLB con el equipo Miami Marlins, donde lleva jugando dos temporadas.